# Nieuwe Yalubrug
De Nieuwe Yalubrug of Korea-China Amnok Rivier Brug (Chinees: : 新鸭绿江大桥), Koreaans: 조중압록강다리) is een tuibrug over de rivier de Yalu, vlak bij de monding in de Koreabaai. De brug verbindt de steden Dandong in het oosten van de Chinese provincie Liaoning, en Sinuiju in de Noord-Koreaanse provincie Noord-P'yŏngan.
Met de bouw werd in oktober 2011 gestart. Inclusief de toegangswegen heeft de brug een lengte van 20 kilometer. De opening werd verwacht in oktober 2014. De brug en de toegangswegen in China waren op dat moment klaar, maar in Noord-Korea stopt de brug abrupt omdat de toegangswegen daar nog ontbreken. Wanneer de wegen in Noord-Korea worden aangelegd, is niet bekend. De bouwkosten in China waren zo’n 350 miljoen dollar.
Eenmaal gereed is het de derde brug over de rivier. De andere twee bruggen zijn de Chinees-Noord-Koreaanse Vriendschapsbrug en de Ji'an Yaluspoorbrug. Het meeste vrachtverkeer gaat nu nog over de Vriendschapsbrug. Deze brug is smal en alleen eenrichtingsverkeer is mogelijk met lange files en wachttijden tot gevolg. De nieuwe brug moet hieraan een einde maken.